# Hardy Schmitz Gruppe
Die Hardy Schmitz Gruppe, bestehend aus der Hardy Schmitz GmbH und der Yello Netcom GmbH, hat ihren Hauptsitz in Rheine, Deutschland. Die Gruppe umfasst zwei Unternehmen:
- Hardy Schmitz GmbH: Ein Elektrogroßhändler, der sich auf die Distribution und Beratung im Bereich elektrotechnischer Produkte spezialisiert hat. Das Unternehmen bietet Produkte und Lösungen für Industrie, Handwerk und Handel an mehreren Standorten.
- Yello Netcom GmbH: Ein Systemanbieter und Value Added Distributor im Bereich kommerzielle und industrielle Netzwerktechnik. Das Unternehmen liefert aktive und passive Netzwerkkomponenten und bietet Serviceleistungen zur Optimierung der Geschäftsprozesse der Kunden.

Die Hardy Schmitz Gruppe wurde 1925 als inhabergeführtes Familienunternehmen gegründet.

## Geschichte
Die Hardy Schmitz Gruppe hat ihren Ursprung im Jahr 1925, als Hardy Schmitz sein Unternehmen als Agentur- und Kommissionsgeschäft in Fabrikbedarfsartikeln für die Textilindustrie in Rheine gegründet. Zehn Jahre später wurde der Handel mit Elektroartikeln in das Unternehmensportfolio mit aufgenommen und 1951 die erste Filiale des Unternehmens Hardy Schmitz im emsländischen Meppen errichtet. 1987 kam eine zweite Filiale in Stadtlohn hinzu. Nachdem das Unternehmen 1995 in die Einkaufs- und Marketing-Gemeinschaft DEHA eingetreten ist, wurde 1998 eine weitere Filiale in Münster und 2000 eine vierte in Leer, 2007 eine fünfte in Rheda-Wiedenbrück und 2025 die sechste in Bremen eröffnet. Ebenfalls 2025 wurde eine weitere Filiale in Düsseldorf eröffnet. 
1999 wurde die Tochtergesellschaft Yello Netcom GmbH in Rheine gegründet, das sich als Ethernet Provider mit Netzwerkarchitekturen, insbesondere im Bereich der Fertigungs-Industrienetze beschäftigt. 2003 eröffnete das Logistikcenter für Kabel und Leitungen in Herzlake mit 4500 m² und mit 15.000 geführten Artikeln. 2007 wurde die Vertriebsgesellschaft Schmitz Kabel GmbH, ebenfalls mit Hauptsitz in Rheine gegründet. 2007 wurde der schweizerische Netzwerkspezialist DDS Netcom AG in die Gruppe integriert.

## Produkte
Die Hardy Schmitz Gruppe beliefert Industrieunternehmen und Elektrohandwerkbetrieben mit Produkten der Elektrotechnik, wie z. B. elektrotechnische Installationsmaterialien, Industrieelektrik, Automatisierungs- und Steuerungstechnik, Kabel und Leitungen, Beleuchtungs-, Datenanschluss-, Gebäudeleit-, Kommunikations- und Antennentechnik sowie Elektrohaustechnik und Photovoltaik.
Für Industriekunden werden Liefer- und Logistikkonzepte entworfen und realisiert und Niederspannungs-Schaltanlagen und Steuerungen gefertigt. Für die Automatisierungs-, Hausleit- und Lichttechnik werden Anlagen – von der Planung bis zum Bau – ausgeführt. Produkte und Services zur Nutzung werden aus dem Geschäftsfeld Hardyeco geliefert. Gleichzeitig liefert Schmitz herstellerunabhängig elektrotechnische Bauteile für die verschiedenen Bereiche der Windkraftanlagenproduktion. E-Business-Kunden bietet Schmitz Marketingunterstützung über das Partnerprogramm Tecselect in Zusammenarbeit mit der DEHA, als auch die Internetplattform Elektrotreff, die Handwerksbetriebe mit Web-Modulen und Internetpräsenzen ausstattet.
Das Schwesterunternehmen Yello Netcom GmbH ist ein in Deutschland und Österreich tätiges Netzwerkunternehmen für Automatisierung. Projektierung, Beratung, Mitarbeiterschulung sowie zur Lieferung der Komponenten. Der zur Gruppe gehörende schweizerische Netzwerkspezialist DDS Netcom AG bietet Ethernet Lösungen für das industrielle Umfeld und auch Kommunikationslösungen im Bürobereich. Von dem dritten Schwesterunternehmen – der Schmitz Kabel GmbH – werden Kabel und Leitungen für die unterschiedlichsten Einsatzbereiche von Handwerksbetrieben und in der Industrie angeboten.

## Auszeichnungen
- 2006: Ausbilderpreis der EWG Wirtschaftsförderung für besondere Anstrengungen zur Schaffung und zum Erhalt von Ausbildungsplätzen.[8]
- 2009: AXIA-Award für beispielhafte Unternehmensführung, verliehen vom Deloitte-Institut.[9]